# SSIT ABe 4/6
De ABe 4/6 is een elektrisch treinstel met lagevloerdeel bestemd voor het regionaal personenvervoer van de Società subalpina di imprese ferroviarie (SSIF).

## Geschiedenis
Het treinstel werd door Vevey Technologies, Schweizerische Industrie-Gesellschaft (SIG) en Asea Brown Boveri (ABB) ontwikkeld en gebouwd voor de Ferrovie autolinee regionali ticinesi (FART) en de Società subalpina di imprese ferroviarie (SSIF).

## Constructie en techniek
Deze trein is opgebouwd uit een stalen frame. De trein is opgebouwd uit een motorwagen met een aangekoppelde rijtuig met eveneens een aandrijving. In beide delen is ook een lagevloerdeel aanwezig. Deze treinstellen kunnen tot drie stuks gecombineerd rijden. De treinstellen zijn uitgerust met luchtvering.

## Treindiensten
De treinen worden door de Società subalpina di imprese ferroviarie (SSIF) ingezet op het traject:
- Locarno - Domodossola